# A Kínai Népköztársaság elnökeinek listája
A lista a Kínai Népköztársaság elnöki tisztjét vagy az annak megfelelő tisztséget betöltő személyeket sorolja fel az állam 1949-es megalakulásától napjainkig.

## Lista
A vezetés generációi

      Első adminisztráció
      Második adminisztráció
      Harmadik adminisztráció
      Hu–Ven-adminisztráció
      Hszi–Li-adminisztráció

### Központi Népi Kormányzat(1949–1954)
| Sorszám | Sorszám | Név                                         | Hivatali idő     | Hivatali idő         | Alelnök |
| ------- | ------- | ------------------------------------------- | ---------------- | -------------------- | --- |
| -       |         | Mao Ce-tung (Mao Zedong) 毛泽东 (1893–1976) | 1949. október 1. | 1954. szeptember 27. | Csu Te (Zhu De) Liu Sao-csi (Liu Shaoqi) Szung Csing-ling (Song Qingling) Li Csi-sen (Li Jishen) Csang Lan (Zhang Lan) Kao Kang (Gao Gang) |

### Első alkotmány(1954–1975)
| Sorszám | Sorszám                                  | Név                                                 | Hivatali idő         | Hivatali idő      | Alelnök                                                |
| ------- | ---------------------------------------- | --------------------------------------------------- | -------------------- | ----------------- | ------------------------------------------------------ |
| 1       |                                          | Mao Ce-tung (Mao Zedong) 毛泽东 (1893–1976)         | 1954. szeptember 27. | 1959. április 27. | Csu Te (Zhu De)                                        |
| 2       |                                          | Liu Sao-csi (Liu Shaoqi) 刘少奇 (1898–1969)         | 1959. április 27.    | 1968. október 31. | Szung Csing-ling (Song Qingling) Tung Pivu (Dong Biwu) |
| –       |                                          | Szung Csing-ling (Song Qingling) 宋庆龄 (1893–1981) | 1968. október 31.    | 1975. január 17.  | betöltetlen                                            |
| –       | Tung Pivu (Dong Biwu) 董必武 (1886–1975) |                                                     | 1968. október 31.    | 1975. január 17.  | betöltetlen                                            |

### Másodikésharmadikalkotmány (1975–1982)
Az Országos Népi Gyűlés Állandó Bizottságának elnökei

| Sorszám | Sorszám | Név                                                 | Hivatali idő     | Hivatali idő     | Alelnök                                                |
| ------- | ------- | --------------------------------------------------- | ---------------- | ---------------- | ------------------------------------------------------ |
| -       |         | Csu Te (Zhu De) 朱德 (1886–1976)                    | 1975. január 17. | 1976. július 6.  | Szung Csing-ling (Song Qingling) Tung Pivu (Dong Biwu) |
| -       |         | Szung Csing-ling (Song Qingling) 宋庆龄 (1893–1981) | 1976. július 6.  | 1978. március 5. |                                                        |
| -       |         | Je Csien-jing (Ye Jianying) 叶剑英 (1897–1986)      | 1978. március 5. | 1983. június 18. | Szung Csing-ling (Song Qingling)                       |

A Kínai Népköztársaság tiszteletbeli elnöke
| Sorszám | Sorszám | Név                                                 | Hivatali idő    | Hivatali idő    | Megjegyzés                                                 |
| ------- | ------- | --------------------------------------------------- | --------------- | --------------- | ---------------------------------------------------------- |
| -       |         | Szung Csing-ling (Song Qingling) 宋庆龄 (1893–1981) | 1981. május 16. | 1981. május 28. | Nem sokkal halála előtt nevezték ki tiszteletbeli elnökké. |

### Negyedik alkotmány(1983 óta)
A Kínai Népköztársaság elnöke

| Sorszám | Sorszám | Név                                              | Hivatali idő      | Hivatali idő      | Alelnök                                                     |
| ------- | ------- | ------------------------------------------------ | ----------------- | ----------------- | ----------------------------------------------------------- |
| 3       |         | Li Hszien-nien (Li Xiannian) 李先念 (1909–1992)  | 1983. június 18.  | 1988. április 8.  | Ulanhu                                                      |
| 4       |         | Jang Sang-kun (Yang Shangkun) 杨尚昆 (1907–1998) | 1988. április 8.  | 1993. március 27. | Vang Csen (Wang Zhen)                                       |
| 5       |         | Csiang Cö-min (Jiang Zemin) 江泽民 (1926–2022)   | 1993. március 27. | 2003. március 15. | Zsung Ji-zsen (Rong Yiren) Hu Csin-tao (Hu Jintao)          |
| 6       |         | Hu Csin-tao (Hu Jintao) 胡锦涛 (1942–)           | 2003. március 15. | 2013. március 14. | Ceng Csing-hung (Zeng Qinghong) Hszi Csin-ping (Xi Jinping) |
| 7       |         | Hszi Csin-ping (Xi Jinping) 习近平 (1953–)       | 2013. március 14. | Hivatalban        | Li Jüan-csao (Li Yuanchao)                                  |